# Werelderfgoed in Litouwen
Tot het Werelderfgoed in Litouwen behoren tegenwoordig vier Werelderfgoederen, alle zijn culturele erfgoederen, waaronder één internationaal Werelderfgoed. Het eerste Werelderfgoed werd in 1994 ingeschreven. Er zijn twee transnationale erfgoederen: de Geodetische boog van Struve en de Koerse Schoorwal.

## Werelderfgoederen

### Actuele Werelderfgoederen
Deze lijst toont de zeven Werelderfgoederen in Litouwen in chronologische volgorde (C – Cultuurerfgoed; N – Natuurerfgoed).
| Naam                                                                                     | Jaar | Soort | Beschrijving | Afbeelding |
| ---------------------------------------------------------------------------------------- | ---- | ----- | --- | ---------- |
| Oude Stad van Vilnius                                                                    | 1994 | C     | |            |
| Nationaal park Koerse Schoorwal op de Koerse Schoorwal (grensoverschrijdend met Rusland) | 2000 | C     | |            |
| Archeologische locatie Kernavė                                                           | 2004 | C     | In de 13e eeuw was Kernavė een feodale stad met vijf weerburchten. Tegenwoordig zijn van deze prehistorische burchten slechts heuvels overgebleven. |            |
| Geodetische boog van Struve                                                              | 2005 | C     | Omvat 34 speciaal gemarkeerde meetpunten langs de Geodetische boog van Struve in Estland, Finland, Letland, Litouwen, Moldavië, Noorwegen, Oekraïne, Rusland, Wit-Rusland en Zweden, die dienden voor de vaststelling van de precieze vorm van de Aarde in Noord- en Oost-Europa. |            |

### Als Werelderfgoederen genomineerde objecten
In de zogenaamde voorlopige lijst van de UNESCO worden objecten ingeschreven, die naar het inzicht van de betreffende regering potentieel voor de erkenning als Werelderfgoed in aanmerking komen. Dit zegt niets over de eventuele daadwerkelijke succesvolle inschrijving op de lijst. Tegenwoordig (2014) is op de lijst één object uit Litouwen ingeschreven.
| Naam                  | Jaar | Soort | Beschrijving | Afbeelding |
| --------------------- | ---- | ----- | ------------ | ---------- |
| Nationaal park Trakai | 2003 | C / N | [ 2 ]        |            |
| Kaunas                | 2017 | C     | [ 3 ]        |            |

## Object voorheen op de Kandidatenlijst
Hieronder de tot nu toe enige door Litouwen weer teruggetrokken nominatie voor het Werelderfgoed.
| Naam          | Jaar | Soort | Beschrijving | Afbeelding |
| ------------- | ---- | ----- | ------------ | ---------- |
| Dorp Zervynos | 1997 | C     | [ 4 ]        |            |

## Werelderfgoed voor documenten
Deze lijst toont de documenten en archieven opgenomen in het Memory of the World-programma van UNESCO.
| Naam                                                           | Jaar | Beschrijving                                                                 | Afbeelding |
| -------------------------------------------------------------- | ---- | ---------------------------------------------------------------------------- | ---------- |
| Radziwiłł-archief en collectie van de bibliotheek van Njasvizj | 2009 | Samen met Finland, Oekraïne, Polen, Rusland en Wit-Rusland                   |            |
| Baltische Weg                                                  | 2009 | Een serie documenten die de gebeurtenis registreren (met Estland en Letland) |            |
| Akte van de Unie van Lublin                                    | 2017 | Samen met Letland, Polen, Oekraïne en Wit-Rusland                            |            |

## Immaterieel werelderfgoed
Deze lijst toont tradities opgenomen als immaterieel werelderfgoed.
| Naam                             | Jaar | Beschrijving                      | Afbeelding |
| -------------------------------- | ---- | --------------------------------- | ---------- |
| Het Kruismakersambacht           | 2008 |                                   |            |
| De Baltiche zang en danstraditie | 2008 | Samen met Letland en Litouwen     |            |
| Sutartinės                       | 2010 | Litouwse meerdeelige zangtraditie |            |